# Sauvagnat-Sainte-Marthe
Sauvagnat-Sainte-Marthe (Sauvanhac e Senta Marta en occitan) est une commune française, située dans le département du Puy-de-Dôme en région Auvergne-Rhône-Alpes.

## Géographie

### Localisation
Cinq communes sont limitrophes de Sauvagnat-Sainte-Marthe :
|                     | Coudes                  | Yronde-et-Buron |
| Neschers, Chadeleuf | Sauvagnat-Sainte-Marthe | Saint-Yvoine    |
|                     |                         |                 |

### Transports
La commune est desservie par l'autoroute A75, avec un échangeur sur son territoire (no 9), ainsi que par les routes départementales 712 (reliant Chadeleuf à l'échangeur de l'autoroute) et 713 (reliant la commune chef-lieu à Issoire par Saint-Yvoine).

### Climat
Pour des articles plus généraux, voir Climat d'Auvergne-Rhône-Alpes et Climat du Puy-de-Dôme.
En 2010, le climat de la commune est de type climat océanique dégradé des plaines du Centre et du Nord, selon une étude du Centre national de la recherche scientifique s'appuyant sur une série de données couvrant la période 1971-2000. En 2020, Météo-France publie une typologie des climats de la France métropolitaine dans laquelle la commune est exposée à un climat de montagne ou de marges de montagne et est dans la région climatique  Nord-est du Massif Central, caractérisée par une pluviométrie annuelle de 800 à 1 200 mm, bien répartie dans l’année. 
Pour la période 1971-2000, la température annuelle moyenne est de 10,9 °C, avec une amplitude thermique annuelle de 16,2 °C. Le cumul annuel moyen de précipitations est de 683 mm, avec 8,9 jours de précipitations en janvier et 6,7 jours en juillet. Pour la période 1991-2020, la température moyenne annuelle observée sur la station météorologique de Météo-France la plus proche, « Issoire », sur la commune d'Issoire à 6 km à vol d'oiseau, est de 12,0 °C et le cumul annuel moyen de précipitations est de 610,7 mm,. Pour l'avenir, les paramètres climatiques de la commune estimés pour 2050 selon différents scénarios d'émission de gaz à effet de serre sont consultables sur un site dédié publié par Météo-France en novembre 2022.

## Urbanisme

### Typologie
Au 1er janvier 2024, Sauvagnat-Sainte-Marthe est catégorisée bourg rural, selon la nouvelle grille communale de densité à sept niveaux définie par l'Insee en 2022.
Elle est située hors unité urbaine. Par ailleurs la commune fait partie de l'aire d'attraction de Clermont-Ferrand, dont elle est une commune de la couronne,. Cette aire, qui regroupe 209 communes, est catégorisée dans les aires de 200 000 à moins de 700 000 habitants,.

### Occupation des sols
L'occupation des sols de la commune, telle qu'elle ressort de la base de données européenne d’occupation biophysique des sols Corine Land Cover (CLC), est marquée par l'importance des territoires agricoles (87,8 % en 2018), une proportion identique à celle de 1990 (87,8 %). La répartition détaillée en 2018 est la suivante : 
terres arables (63,8 %), zones agricoles hétérogènes (24 %), milieux à végétation arbustive et/ou herbacée (6,8 %), zones urbanisées (3,9 %), forêts (1,6 %). L'évolution de l’occupation des sols de la commune et de ses infrastructures peut être observée sur les différentes représentations cartographiques du territoire : la carte de Cassini (XVIIIe siècle), la carte d'état-major (1820-1866) et les cartes ou photos aériennes de l'IGN pour la période actuelle (1950 à aujourd'hui).

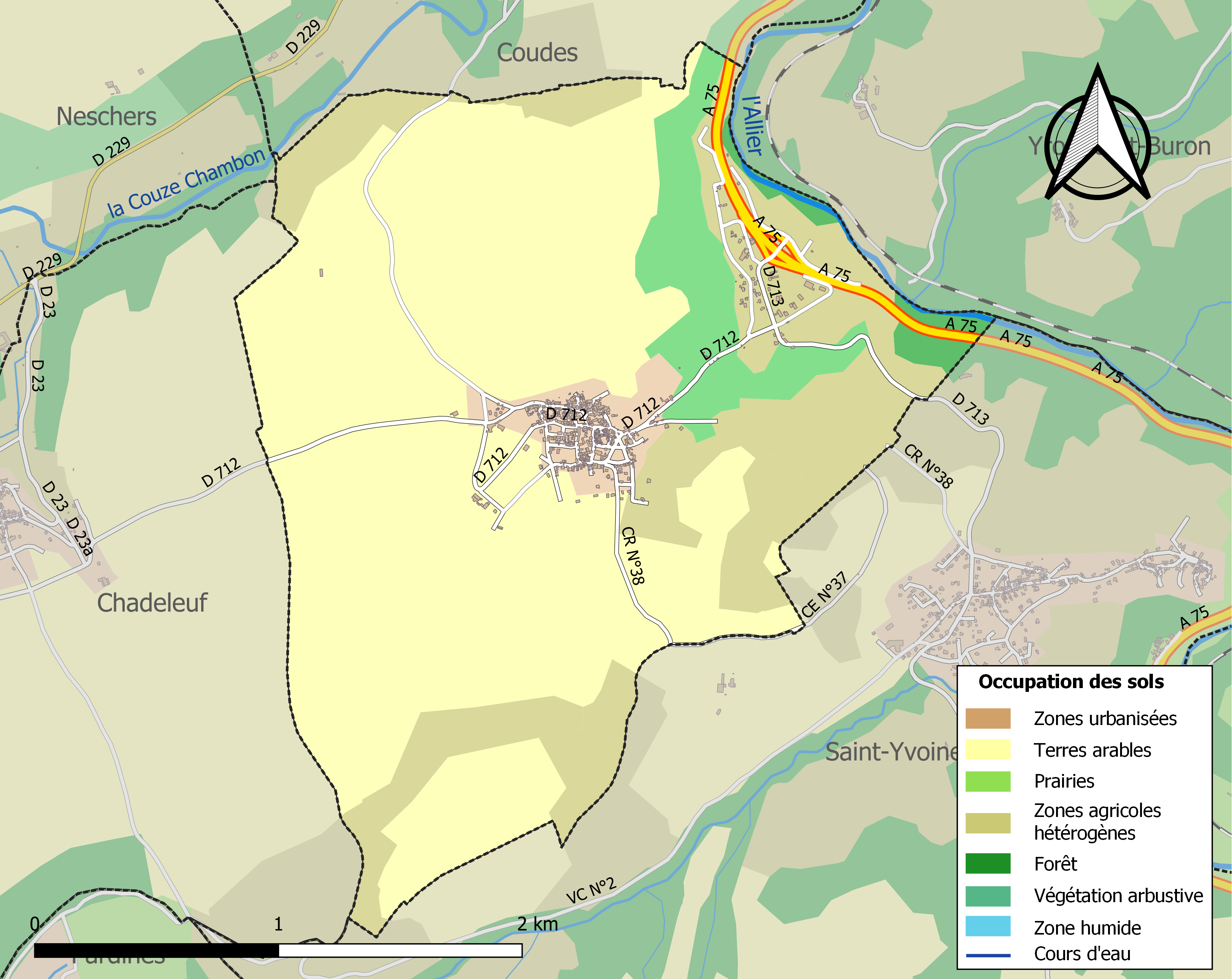
Carte des infrastructures et de l'occupation des sols de la commune en 2018 (CLC).

## Politique et administration

### Découpage territorial
La commune a fait partie du canton d'Issoire jusqu'aux élections départementales de 2015 ; à la suite du redécoupage des cantons du département, elle est rattachée au canton de Vic-le-Comte.

### Liste des maires
| Période                                  | Période                         | Identité            | Étiquette | Qualité                                                                      |
| ---------------------------------------- | ------------------------------- | ------------------- | --------- | ---------------------------------------------------------------------------- |
| Les données manquantes sont à compléter. |                                 |                     |           |                                                                              |
| 2001                                     | 2014                            | Jacqueline Ronchese |           |                                                                              |
| 2014                                     | 2020                            | Michel Pomel        |           | Vice-président de la communauté de communes Couze Val d'Allier jusqu'en 2016 |
| 2020                                     | En cours (au 17 septembre 2020) | Séverine Brunel     |           | Chef d'entreprise                                                            |

## Population et société

### Démographie
L'évolution du nombre d'habitants est connue à travers les recensements de la population effectués dans la commune depuis 1793. Pour les communes de moins de 10 000 habitants, une enquête de recensement portant sur toute la population est réalisée tous les cinq ans, les populations de référence des années intermédiaires étant quant à elles estimées par interpolation ou extrapolation. Pour la commune, le premier recensement exhaustif entrant dans le cadre du nouveau dispositif a été réalisé en 2006.

En 2022, la commune comptait 465 habitants, en évolution de −3,53 % par rapport à 2016 (Puy-de-Dôme : +2,1 %, France hors Mayotte : +2,11 %).
| 1793 | 1800 | 1806 | 1821 | 1831 | 1836 | 1841 | 1846 | 1851 |
| ---- | ---- | ---- | ---- | ---- | ---- | ---- | ---- | ---- |
| 700  | 774  | 805  | 783  | 753  | 751  | 735  | 690  | 660  |

| 1856 | 1861 | 1866 | 1872 | 1876 | 1881 | 1886 | 1891 | 1896 |
| ---- | ---- | ---- | ---- | ---- | ---- | ---- | ---- | ---- |
| 623  | 665  | 629  | 605  | 615  | 603  | 650  | 680  | 699  |

| 1901 | 1906 | 1911 | 1921 | 1926 | 1931 | 1936 | 1946 | 1954 |
| ---- | ---- | ---- | ---- | ---- | ---- | ---- | ---- | ---- |
| 628  | 582  | 533  | 437  | 432  | 422  | 381  | 326  | 329  |

| 1962 | 1968 | 1975 | 1982 | 1990 | 1999 | 2006 | 2011 | 2016 |
| ---- | ---- | ---- | ---- | ---- | ---- | ---- | ---- | ---- |
| 408  | 411  | 370  | 421  | 368  | 368  | 494  | 509  | 482  |

| 2021 | 2022 | - | - | - | - | - | - | - |
| ---- | ---- | - | - | - | - | - | - | - |
| 468  | 465  | - | - | - | - | - | - | - |

## Culture locale et patrimoine

### Lieux et monuments
- Église paroissiale Saint-Blaise.

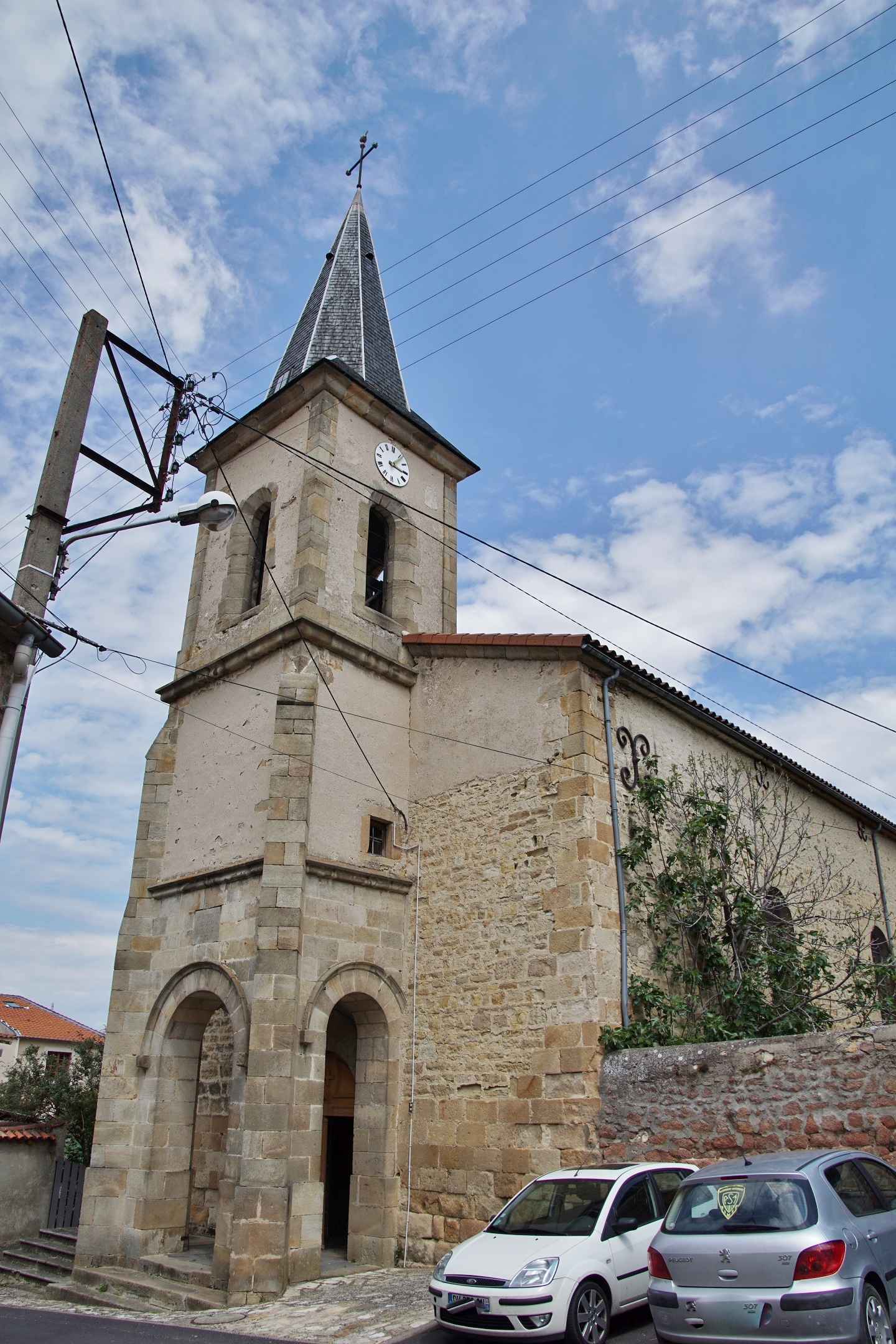
Église Saint-Blaise de Sauvagnat-Sainte-Marthe.

- Puy de Neyrand. Une petite randonnée nommée le puy de Neyrand a son départ au centre du bourg. D'une durée d'une heure 45, elle permet à son sommet, au puy de Neyrand, de contempler le village proche de Saint-Yvoine. La fin de la balade permet de visiter Sauvagnat avec ses ruelles bordées de maisons en pierre de taille. Un petit porche fortifié donne accès à de petites rues étroites et pittoresques.[pertinence contestée]

### Personnalités liées à la commune
- Jean Aujame, peintre français né le 12 mai 1905 à Aubusson (Creuse) et décédé en 1965. Il résida à Sauvagnat de 1949 à 1965 et y est inhumé.